# Żagań (district)
Żagań (powiat żagański) is een Pools district (powiat) in de woiwodschap Lubusz. Het district heeft een oppervlakte van 1131,29 km² en telt 81.462 inwoners (2014).

## Steden
- Gozdnica (Freiwaldau)
- Iłowa (Halbau)
- Małomice (Mallmitz)
- Szprotawa (Sprottau)
- Żagań (Sagan)

Stadsdistricten:
Gorzów Wlkp. · Zielona Góra 

Districten:
Gorzów · Krosno · Międzyrzecz · Nowa Sól · Słubice · Strzelce-Drezdenko · Sulęcin · Świebodzin · Wschowa · Zielona Góra · Żagań · Żary